# Monteroni d'Arbia
Monteroni d'Arbia est une commune italienne de la province de Sienne dans la région Toscane en Italie.

## Administration
| Période                                  | Période | Identité | Étiquette | Qualité |
| ---------------------------------------- | ------- | -------- | --------- | ------- |
|                                          |         |          |           |         |
| Les données manquantes sont à compléter. |         |          |           |         |

### Hameaux
Ponte d'Arbia, More di Cuna, Ponte a Tressa, Ville di Corsano

## Jumelages
- Le Crès (France)

### Communes limitrophes
Asciano, Buonconvento, Murlo, Sienne, Sovicille